# 燃料油清浄剤
燃料油清浄剤（ねんりょうゆせいじょうざい、ねんりょうあぶらせいじょうざい）とは、ガソリンや軽油、潤滑油に添加され、エンジン内の気化器や燃料噴射装置、吸気弁など吸気系統へのデポジット（堆積物）の付着防止または除去する作用のある添加剤である。

## 概要
燃料油清浄剤は、機能面から気化器・インジェクター清浄剤とデポジットコントロール添加剤と（DC添加剤）に分けられるが、前者はデポジットや有害排出ガスの増加等の理由により、日本を始めとする先進国では殆ど使用されていない。清浄剤の名称から、エンジン部品を綺麗にすると誤解されることもあるが、実際の機能は燃焼副成物や酸化劣化物を燃料油中に分散させ、エンジンの性質低下を防ぐことを目的としている。DC添加剤には清浄性能だけでなく、適度な粘性と、燃焼室内で速やかに燃焼し、残渣を生じないことが求められる。

## 歴史
1954年、アメリカのスタンダードオイルオブカリフォルニア（現・シェブロンテキサコ）が、気化器のスロットルプレートへのガム状堆積物防止のために、オレイン酸とアミンのアミド化合物からなる界面活性剤を添加したことから始まる。のちにリン酸アミルエステル塩などが開発されたが、リン酸アミルエステル塩は1974年にEPAによる無鉛ガソリンのリン含有量規制のため使用されなくなった。1968年にポリイソブテニルコハク酸イミドが、1970年に、ポリブテンアミン（PBA）が清浄剤として開発された。PBAは耐熱性が良好なため、添加剤自体が燃焼室内のデポジットとなるという問題が生じていた。この問題を解決すべく、1980年にポリエーテルアミン（PEA）が市場に登場した。PBAについても、キャリアオイルを鉱油から合成油に変更する改良が進められた。現在では主に、PBA、PEA、ポリイソブテニルコハク酸イミドおよびアルキルフェノールアミンの4種類が使われている。

## 清浄分散剤
潤滑油に添加され、発進・停止を頻繁に繰り返す市街地での運転や、長時間のアイドリングなど低温運転時のスラッジの抑制に適している。スルホネートなどの金属系清浄分散剤と、コハク酸イミドなどの無灰系清浄分散剤とがある。